# 科拉伦斯·佩里
科拉伦斯·阿瑟·佩里（英語：Clarence Arthur Perry，1872年—1944年9月6日）是一位美国城市规划师、社会学家、作家和教育家，出生于纽约州特拉克斯顿。他曾在纽约市规划部门工作，并成为邻里单位概念的积极推动者，早期致力于邻里社区和娱乐中心的发展。
他开始在斯坦福大学接受教育两年，随后于1899年在康奈尔大学完成学业。1901年，他与Julia St. John Wygant博士结婚，并育有一女。在接下来的几年中，他在哥伦比亚大学教育学院深造。1904至1905年，他担任波多黎各Ponce高中校长，随后在1908年至1909年间担任美国移民委员会的特工。1912年夏季，他在纽约大学担任讲师。第一次世界大战期间，他以少校的身份在海外服役，并于1924年以预备役中校的身份返回国内。
作为纽约区域规划和城市再造委员会（New York Regional Plan and the City Recreation Committee）的成员，佩里提出了他关于邻里单位和社区生活的早期理念。从1909年到1937年，他担任Russell Sage基金会的娱乐副主任。他的概念在雷德朋（Radburn）等社区得到了实践，这得益于克拉伦斯·斯坦因等人的贡献。
他撰写了多本书籍、许多小册子和文章，其中以《邻里单位》（The Neighbourhood Unit）和《机器时代住房》（Housing for the Machine Age）最为人所知。这些作品见于《纽约及其周边地区区域调查》（Regional Survey of New York and Its Environs）第7卷《邻里和社区规划》（Neighbourhood and Community Planning，1929）。